# شهرستان آما، آیچی

بخش آما

بخش آما، آیچی (به ژاپنی: 海部郡 Ama-gun) یک منطقه واقع در استان آیچی، ژاپن است.
از سپتامبر ۱، ۲۰۱۱، در این منطقه جمعیت حدود ۷۱۲۴۰ و تراکم ۱۷۷۰ نفر در هر کیلومتر مربع است. مساحت کل ۴۰٫۲۲ کیلومتر مربع است.